# Inghilda Tapio
Inger Gunhild Maria Tapio, nascida Inger Gunhild Maria Valkeapää (fevereiro de 1946 em Karesuando, Suécia) e conhecida como Inghilda Tapio, é uma escritora, poeta, tradutora e atriz lapã. Ela escreve tanto na língua lapônica setentrional quanto em sueco.

## Biografia
Inghilda Tapio cresceu em uma família de pastores de renas lapões na aldeia Könkämä Sámi. Quando ela tinha 7 anos foi forçada a morar em uma escola para lapões, escolas nômades ou escolas Lapp, que funcionavam paralelamente ao sistema de ensino primário padrão sueco e fizeram parte de seu sistema escolar público. Cada escola possuía seus próprios dormitórios, onde muitos estudantes moravam durante grande parte do ano letivo devido às longas distâncias que precisavam percorrer entre suas casas e a escola. Após sua formatura, Inghilda Tapio estudou sueco, língua lapônica setentrional, inglês e pedagogia na Universidade de Umeå. Mais tarde, ela estudou artes na Sunderby Folk High School e dramaturgia em Inari, Finlândia.
Depois disso, trabalhou como atriz nos teatros lapões Dálvadis e Giron Sámi Teáhter em Kiruna e como professora. Ao mesmo tempo, dedicou-se também à escrita, ao desenho e à pintura. Em 1979, fez sua estreia literária com o livro Mu luondu sámi luondu. Em 1995, ganhou o Prêmio de Literatura do Conselho Lapão com uma antologia Ii fal dan dihte, escrita na língua lapônica setentrional.
Tapio vive e trabalha na cidade fronteiriça de Karesuando, onde nasceu. Ela e sua família compartilham um estúdio de literatura e arte em Čuovžavuohppi (Siikavuopio).
Em 2016, a diretora de cinema australiana Janet Merewether lançou um filme chamado Reindeer in my Saami Heart, um retrato do povo lapão através da história de vida de Tapio.

## Prêmios e reconhecimentos
- 1997 – Prêmio Literário do Conselho Lapão [7]
- 2013 – Klockrikestipendiet (parte do Harry Martinson-sällskapet) junto com sua filha Ulrika Tapio Blind[8]

## Obras selecionadas
- Beaivvit guhkkot otnot (em lapônica setentrional). Kárášjohka: Davvi girji. 2018. ISBN 9788232900787
- Sámi muitalusat: bálggis davvisámi máinnasteapmái = Samiska sagor: en resa i nordsamiska historieberättande (em lapônica setentrional e sueco). Harads: Varda. 2017. ISBN 9789197957465
- Davvelis guovssonástti (em lapônica setentrional). Kárášjohka: Davvi girji. 2013. ISBN 9788273747990
- Viiđat : divttat Sámis = Vidd : dikter från Sápmi (em lapônica setentrional e sueco). Stockholm: Podium. 2006. ISBN 9789189196391
- Ii fal dan dihte (em lapônica setentrional). Guovdageaidnu: DAT. 1995. ISBN 9788290625271
- Mu luondu – sámi luondu (em lapônica setentrional). Tana: Jårgalæđđji. 1979

### Traduções
Os livros infantis de Tapio foram traduzidos em vários idiomas lapões e sua poesia foi traduzida para o inglês, espanhol, alemão e islandês.
- Domokos, Christine; Rießler, Michael Rießler; Schlosser, Michael (eds.). Worte verschwinden / fliegen / zum blauen Licht : Samische Lyrik von Joik bis Rap. Col: Samica (em lapônica setentrional, inari sami, Kildin Sami, sami de Skolt, e alemão). 4. Freiburg: Albert-Ludwigs-Universität Freiburg. ISBN 9783981683530
- Beyond the wolf line : an anthology of Sámi poetry (em inglês). Guildford: Making waves. 1996. ISBN 1873918100

## Livros sobre Inghilda Tapio
- Skriftbilder: Samisk litteraturhistorie. Col: Gielas Gillii, Mielas Millii (em norueguês). 2. Kárášjohka: Davvi girji. ISBN 9788273743534
- Nordisk kvinnolitteraturhistoria (em sueco). 5. Höganäs: Wiken. 1993. ISBN 9171192638